# Maria Toorpakai
Maria Toorpakai Wazir, née le 22 novembre 1990 dans le Waziristan du Sud, est une joueuse professionnelle de squash représentant le Pakistan. Elle atteint en décembre 2012 la 41e place mondiale sur le circuit international, son meilleur classement. Elle est habillée comme un garçon pendant les 16 premières années de sa vie afin de faire du sport de compétition en tant que fille musulmane, utilisant le nom de Genghis Khan, étant pleinement soutenue par ses parents musulmans,.

## Biographie
Maria Toorpakai est née le 22 novembre 1990 dans le Waziristan du Sud, une région tribale dans le nord-ouest du Pakistan, en bordure de l'Afghanistan. Ses parents sont des enseignants qui s'engagent dans les droits des femmes malgré la présence des talibans dans la région. Elle crédite le temps passé par son père et apprend des hippies qui visitent la région dans sa jeunesse pour son éducation autodidactique et son attitude favorable à l'éducation des femmes, y compris l'éducation de sa mère. Le nom de son père est Shamsul Qayum Wazir a également écrit Shamsul Qayyum Wazir. Sa sœur, Aisha Gulalai, est une femme politique pakistanaise travaillant pour réhabiliter les femmes dans les zones tribales.
Enfant, elle aime jouer à l'extérieur, même si les filles ne sont pas autorisées à sortir de la maison dans cette région tribale très conservatrice. À l'âge de 4 ans, ses parents lui permettent de s'habiller comme un garçon et à l'âge de 7 ans, elle vit en tant que garçon. Avant la cinquième année, elle a brûlé toutes ses robes.
En 2002, le père de Toorpakai la met à l'haltérophilie à Peshawar pour «canaliser ses énergies négatives» et l'a présente sous le nom de Genghis Khan. Elle concourt en tant que garçon avec le soutien explicite de son père. Elle remporte un championnat junior à Lahore et réussit à garder ses vêtements pour la pesée obligatoire, car son frère a refusé de se déshabiller et a créé un précédent ce qui la protège. Elle est captivée par le squash après l'avoir observée pendant une compétition d'haltérophilie, et le voit comme son prochain défi. Son père l’emmène dans un club de squash et, après avoir eu besoin de produire un certificat de naissance, elle renonce à prétendre qu'elle est un garçon. La vérité sur son sexe est divulguée, et elle n'a ni formateur ni entraîneur, et doit s’entraîner par elle-même pendant des heures.

## Carrière
Elle devient la première pakistanaise tribale à participer à des tournois internationaux de squash, devenant professionnelle en 2006.
En août 2007, le Président du Pakistan lui décerne le Prix Salaam Pakistan. Elle est menacée par les talibans et s'enferme dans sa maison pour les 3 années suivantes. En 2009, elle remporte la troisième place au championnat du monde junior féminin de squash. En 2011, elle arrive à Toronto pour s'entraîner avec l'ancien champion du monde Jonathon Power.
En décembre 2012, elle est classée 41e joueuse mondiale.

## Vie privée
Depuis 2011, Maria Toorpakai réside à Toronto et possède une maison au Pakistan,. 
Elle est un défenseur des droits des femmes au Pakistan pour « surmonter la discrimination et les obstacles culturels ». Elle a créé une fondation qui encourage les familles à éduquer les filles et à leur permettre de faire du sport.